# حقيبة سفر (فلم 2024)
حقيبة سفر (بالإنجليزية: Carry-On) هو فيلم إثارة وأكشن أمريكي صدر في عام 2024 من إخراج جاومي كوليت سيرا وكتابة تي جيه فيكسمان. الفيلم من بطولة تارون إيجرتون وصوفيا كارسون ودانييل ديدويلر وجيسون بيتمان. تدور أحداث الفيلم حول ضابط شاب في إدارة أمن النقل يبتز للسماح بدخول مادة كيميائية للأعصاب على متن رحلة جوية خلال عشية عيد الميلاد. أصدر الفيلم على منصة نتفليكس في 13 ديسمبر 2024 حيث حصل على مراجعات إيجابية من النقاد، وحقق عددًا أكبر من المشاهدات خلال أسبوع افتتاحه مقارنة بأي فيلم آخر أُصدر على نتفليكس في عام 2024. 

## قصة الفيلم
أصبح إيثان كوبيك، ضابط إدارة أمن النقل في مطار لوس أنجلوس الدولي، ساخرًا بعد رفضه من أكاديمية الشرطة بسبب إخفاء التاريخ الإجرامي لوالده. في ليلة عيد الميلاد، تشجعه صديقته الحامل، نورا، على إعادة التقديم وملاحقة حلمه. وبدلاً من ذلك، يطلب إيثان من مشرفه، فيل ساركوفسكي، أن يكلفه بإدارة مسار فحص الأمتعة، على أمل أن يثبت جدارته للحصول على ترقية.
أثناء نوبته، يتلقى إيثان سماعة أذن، يتواصل من خلالها مع مرتزق لا يرحم، "المسافر"، الذي يأمره بالسماح لحقيبة يد محددة بالمرور عبر الماسح الضوئي، وإلا سيتم قتل نورا. يقوم شريك المسافر، "المراقب"، بمراقبة إيثان عن بعد، مما يحبط محاولاته لتنبيه السلطات. يحذر إيثان زميله ليونيل سراً باستخدام رسالة مكتوبة بالحبر غير المرئي. ومع ذلك، قبل أن يتمكن ليونيل من التصرف، يقوم المسافر بتسميمه بمادة الأكونيتين، مما يتسبب في إصابته بنوبة قلبية قاتلة.
بسبب سلوك إيثان الغريب، يتولى صديقه جيسون منصبه. يخبر المسافر إيثان أنه سيقتل جيسون إذا لزم الأمر لتنفيذ خطته، لذلك يزرع إيثان مشروبًا كحوليًا في كأس قهوة جيسون، وعندما يكتشف المشرف ذلك، يؤدي ذلك إلى طرد جيسون. بعد استبدال جيسون، يسمح إيثان لرجل بالمرور بحقيبة اليد، ويرى من بطاقة صعوده إلى الطائرة أن اسمه ماتيو فلوريس. يكشف "المسافر" أن الحقيبة تحتوي على مادة نوفيتشوك، وهي مادة أعصاب قاتلة.
في هذه الأثناء، تقوم المحققة إيلينا كول من إدارة شرطة لوس أنجلوس بالتحقيق في جريمة قتل مزدوجة وتكتشف أن الضحايا قاموا بتهريب مادة نوفيتشوك إلى البلاد. تقوم كول بتنبيه وزارة الأمن الداخلي (DHS) وتربط التهديد بمكالمة إيثان الفاشلة على الرقم 911. ردًا على ذلك، تم إصدار أمر بإجراء عملية تفتيش على مستوى المحطة، وقام إيثان بإضافة ماتيو سرًا إلى قائمة الركاب المطلوب تفتيشهم. ومع ذلك، يشتبه "المسافر" في تدخل إيثان ويواجهه في الحمام؛ وفي المشاجرة الناتجة، يستولي إيثان على مسدس "المسافر" البلاستيكي، لكن المسافر يقوم بتسليح قنبلة نوفيتشوك عن بعد عبر الهاتف.
يقوم ساركوفسكي باحتجاز ماتيو للتفتيش، لكن إيثان يقاطعه، ويضعهما تحت تهديد السلاح. يطعن ماتيو ساركوفسكي حتى الموت بعد أن رفض إيثان إطلاق النار عليه، قبل أن يكشف أنه هو أيضًا يتعرض للإكراه؛ حيث يحتجز المراقب زوج ماتيو، جيسي، كرهينة. مع نفاد الوقت، يرشد "المسافر" إيثان لإعادة ضبط القنبلة. بعد ذلك، أُمر ماتيو بقتل إيثان، لكنه قُتل هو نفسه عندما ارتفعت درجة حرارة المسدس البلاستيكي وانفجر. يستعيد "المسافر" حقيبة نوفيتشوك ويأمر صديقه المراقب بقتل نورا. يستخدم إيثان هاتف ماتيو لتحذيرها فتتمكن نورا من الهرب من المراقب في موقف السيارات، ويتمكن جيسي من الهروب ويقتل المراقب.
في طريقه إلى المطار مع عميل وزارة الأمن الداخلي جون ألكوت، سرعان ما أدركت كول أن العميل كان محتالًا - أحد شركاء المسافر - وقتلته دفاعًا عن نفسها. عند وصولها إلى المطار، تواجه كول إيثان وتنبه شرطة لوس أنجلوس، مما يؤدي إلى إغلاق المحطة. تكتشف كول أن هدف المسافر هو عضوة الكونجرس جريس سواريز تيرنر، وهي مسافرة على متن رحلة متجهة إلى واشنطن العاصمة، والتي تدعو إلى زيادة تمويل الأسلحة. تم تصميم هجوم نوفيتشوك لتوريط روسيا، وضمان موافقة الكونجرس على الإنفاق الدفاعي الكبير وإثراء مصنعي الأسلحة.
يصعد المسافر على متن الطائرة، دون أن يعلم أن إيثان قام بوضع القنبلة في حقيبة مماثلة ولكنها أكبر حجمًا، مما أجبره على تخزينها في مخزن الشحن في الطائرة. يتسلل إيثان إلى المخزن لتفكيك القنبلة، بينما تقنع نورا كول بالسماح للطائرة بالإقلاع، مما يمنع المسافر من أن يصبح مشبوهًا. بينما يبدأ إيثان في تفكيك القنبلة، يتلقى المسافر تنبيهًا عبر الهاتف ويواجهه تحت تهديد السلاح. قبل أن يتمكن المسافر من إعادة تسليح نوفيتشوك والهروب باستخدام المظلة، يحبسه إيثان داخل وحدة تبريد محكمة الإغلاق مع عامل الأعصاب، مما يؤدي إلى مقتله. بعدها عادت الطائرة بسلامة إلى المطار.
بعد مرور عام واحد، يمر إيثان ونورا وابنهما الرضيع عبر نقطة تفتيش تابعة لإدارة أمن النقل أثناء استعدادهم للسفر إلى تاهيتي مع جيسون وعائلته. إيثان، الذي أصبح الآن ضابط شرطة، يضع شارة شرطة لوس أنجلوس الخاصة به في صينية المسح الضوئي.

## طاقم الممثلين
- تارون إيجرتون في دور إيثان كوبيك.
- جيسون بيتمان في دور المسافر.
- صوفيا كارسون في دور نورا باريسي.
- دانييل ديدويلر في دور إيلينا كول.
- ثيو روسي في دور المراقب.
- لوغان مارشال جرين في دور العميل ألكوت.
- جوش برينر في دور هيرشل.
- دين نوريس في دور فيل ساركوفسكي.
- سينكوا وولز في دور جيسون نوبل.
- كيرتس كوك في دور ليونيل ويليامز.
- بينيتو مارتينيز في دور مدير الأمن مارم بيلوز.

## الإنتاج
وقعت شركة "أمبلين بارتنرز" في يونيو 2021 اتفاقية مع نتفليكس لإنتاج أفلام متعددة سنويًا لخدمة البث. كان من المقرر في الأصل أن يكون فيلم "حقيبة سفر" هو أول فيلم ينتج عن هذه الصفقة، و كتب المسودة الأولية للسيناريو كاتب إنسومنياك غيمز السابق تي جي فيكسمان، مع قيام مايكل جرين بكتابة مسودة أخرى. في النهاية، مُنح فيكسمان فقط الفضل في كتابة السيناريو بينما حصل جرين على اعتماد "مادة أدبية إضافية" خارج الشاشة. كان هدف فيكسمان أن يكون الفيلم بمثابة توضيح لمعضلة القطار.
أُعلن في يوليو 2022 عن اختيار تارون إيجيرتون للعب الدور الرئيسي لشخصية إيثان كوبي  انضم جيسون بيتمان إلى الفيلم ليشارك إيجرتون في دور المسافر الغامض في أغسطس 2022. انضمت صوفيا كارسون ودانييل ديدويلر إلى فريق التمثيل في سبتمبر 2022. انضم ثيو روسي إلى فريق التمثيل في أكتوبر 2022. وكان دين نوريس ولوغان مارشال جرين وسينكوا وولز من بين الممثلين الجدد الثمانية الذين انضموا إلى الفيلم في وقت لاحق من ذلك الشهر.
أنتج الفيلم بميزانية تقدر بـ 47 مليون دولار، صور الفيلم في نيو أورلينز، لويزيانا من سبتمبر 2022 إلى يناير 2023. تلقى فيكسمان نصائح عديدة من الخبراء حول أمن المطارات لكنه استخدم عمدًا الترخيص الفني مع إجراءات إدارة أمن النقل من أجل القصة.

## الإصدار
أُنتج الفيلم بواسطة دريم ووركس بيكتشرز، ولكن أُصدر تحت شعار أمبلين إنترتاينمنت. عُرض الفيلم على منصة نتفليكس في 13 ديسمبر 2024. حقق الفيلم 97 مليون مشاهدة بعد عشرة أيام من إصداره، وكان من المتوقع أن يصبح واحدًا من أكثر عشرة أفلام مشاهدة على المنصة. أصبح في يناير 2025 الفيلم خامس أكثر الأفلام الناطقة باللغة الإنجليزية مشاهدة على نتفليكس على الإطلاق، حيث حصل على أكثر من 149.5 مليون مشاهدة.

## الاستقبال
على موقع تجميع المراجعات "روتن توميتوز"، 87% من أصل 102 مراجعة نقدية كانت إيجابية، بمتوسط تقييم 6.8/10. وجاء إجماع الموقع على النحو التالي: "يُشكّل تارون إيجرتون وجيسون بيتمان، الذي يُمثّل شخصيةً مُعاديةً للفيلم، خصمين قويين في فيلم "حقيبة سفر"، وهو فيلم إثارةٍ من نوعٍ قديم، يُجسّد حبكةً منطقيةً ببراعةٍ في التنفيذ." أما موقع "ميتاكريتيك"، الذي يعتمد على المتوسط المرجح، الفيلم، وحصل على 69 من أصل 100، بناءً على 25 مراجعة نقدية، مما يُشير إلى مراجعات "إيجابية بشكلٍ عام".